# Teoría del deterioro
La teoría del deterioro es una teoría que propone que la memoria se desvanece por el mero paso del tiempo. Por lo tanto, la información llega a estar menos disponible para su recuperación posterior a medida que pasa el tiempo y la memoria, así como la fuerza de la memoria, es decir, se desgastan. Cuando un individuo aprende algo nuevo, se crea un "rastro de memoria" neuroquímico . Sin embargo, con el tiempo este rastro se desintegra lentamente. Se cree que ensayar activamente la información es un factor importante que contrarresta este declive temporal. También se piensa que las neuronas mueren gradualmente a medida que envejecemos, pero algunos recuerdos más antiguos pueden ser más fuertes que los recuerdos más recientes. Por lo tanto, la teoría del decaimiento afecta principalmente al sistema de memoria a corto plazo, lo que significa que los recuerdos más antiguos (en la memoria a largo plazo) suelen ser más resistentes a los golpes o ataques físicos al cerebro. También se piensa que el paso del tiempo por sí solo no puede causar el olvido, y que la teoría del decaimiento también debe tener en cuenta algunos procesos que ocurren a medida que pasa más tiempo.

## Historia
El término "teoría del deterioro" fue acuñado por primera vez por Edward Thorndike en su libro The Psychology of Learning en 1914. Esto simplemente establece que si una persona no accede y usa la representación de la memoria que ha formado, el rastro de la memoria se desvanecerá o decaerá con el tiempo. Esta teoría se basó en el trabajo de memoria temprano de Hermann Ebbinghaus a fines del siglo XIX. La teoría del deterioro propuesta por Thorndike fue duramente criticada por McGeoch y su teoría de la interferencia. Esto condujo al abandono de la teoría del deterioro, hasta fines de la década de 1950, cuando los estudios de John Brown y los Peterson mostraron evidencia del deterioro basado en el tiempo al completar el período de retención contando hacia atrás de tres en tres a partir de un número dado. Esto condujo a lo que se conoce como el paradigma de Brown-Peterson. La teoría fue cuestionada nuevamente, esta vez en un artículo de Keppel y Underwood, quienes atribuyeron los hallazgos a la interferencia proactiva. Los estudios realizados en la década de 1970 por Reitman intentaron revivir la teoría del deterioro teniendo en cuenta ciertos factores de confusión criticados por Keppel y Underwood. Roediger rápidamente encontró problemas con estos estudios y sus métodos. Harris hizo un intento de defender la teoría del decaimiento usando tonos en lugar de listas de palabras y sus resultados son congruentes al defender la teoría del decaimiento. Además, McKone utilizó tareas de memoria implícita en lugar de tareas explícitas para abordar los problemas de confusión. Proporcionaron evidencia para la teoría del deterioro, sin embargo, los resultados también interactuaron con efectos de interferencia. Una de las mayores críticas a esta teoría es que no puede explicarse como un mecanismo y esa es la dirección en la que se dirige la investigación.

## Inconsistencias
Los investigadores no están de acuerdo sobre si los recuerdos se desvanecen en función del mero paso del tiempo (como en la teoría del deterioro) o en función de la interferencia de eventos sucesivos (como en la teoría de la interferencia ). La evidencia tiende a favorecer el decaimiento relacionado con la interferencia sobre el decaimiento temporal, sin embargo, esto varía según el sistema de memoria específico que se tenga en cuenta.

### Memoria de corto plazo
Dentro del sistema de memoria a corto plazo, la evidencia favorece una teoría de interferencia del olvido, basada en la manipulación de varios investigadores de la cantidad de tiempo entre las etapas de retención y recuerdo de un participante, encontrando poco o ningún efecto sobre la cantidad de elementos que pueden recordar. Al observar únicamente la memoria verbal a corto plazo dentro de los estudios que controlan el uso de procesos de ensayo por parte de los participantes, se puede encontrar un efecto de disminución temporal muy pequeño junto con un efecto de disminución de interferencia mucho mayor. No se ha encontrado evidencia de deterioro temporal en la memoria verbal a corto plazo en estudios recientes de tareas de recuerdo en serie. Con respecto al efecto de la longitud de las palabras en la memoria a corto plazo, que establece que las listas de palabras más largas son más difíciles de recordar que las listas de palabras cortas, los investigadores argumentan que la interferencia juega un papel más importante debido a que la duración de la articulación se confunde con otras características de las palabras.

### Memoria de trabajo
Ambas teorías se argumentan por igual en la memoria de trabajo . Una situación en la que esto muestra un debate considerable es dentro de la tarea de extensión compleja de la memoria de trabajo, donde una tarea compleja se alterna con la codificación de elementos para ser recordados. Se argumenta que la cantidad de tiempo necesario para realizar esta tarea o la cantidad de interferencia que implica esta tarea causan el deterioro. También se ha propuesto un modelo de uso compartido de recursos basado en el tiempo, que establece que el decaimiento temporal ocurre una vez que la atención se aleja de cualquier información que se va a recordar y se ocupa del procesamiento de la información. Esta teoría da más crédito al ensayo activo de la información, ya que actualizar elementos para recordar vuelve a centrar la atención en la información que se va a recordar para que se procese y almacene mejor en la memoria. Dado que el procesamiento y el mantenimiento son componentes cruciales de la memoria de trabajo, ambos procesos deben tenerse en cuenta al determinar qué teoría del olvido es la más válida. La investigación también sugiere que la información o la prominencia o la importancia de un evento pueden desempeñar un papel clave. La memoria de trabajo puede decaer en proporción a la información oa la prominencia de un evento. Esto significa que si algo es más significativo para un individuo, es menos probable que ese individuo lo olvide rápidamente.

### Interacción del sistema
Estas inconsistencias pueden encontrarse debido a la dificultad de realizar experimentos que se centren únicamente en el paso del tiempo como causa del deterioro, descartando explicaciones alternativas. Sin embargo, una mirada cercana a la literatura sobre la teoría del deterioro revelará inconsistencias entre varios estudios e investigadores, lo que dificulta determinar con precisión cuál juega el papel más importante dentro de los diversos sistemas de memoria. Se podría argumentar que tanto el decaimiento temporal como la interferencia juegan un papel igualmente importante en el olvido, junto con el olvido motivado y la teoría de fallas en la recuperación.

## Direcciones futuras
Actualmente se están realizando revisiones en la teoría del deterioro en la investigación. La teoría es simple e intuitiva, pero también problemática. La teoría de la decadencia ha sido rechazada durante mucho tiempo como un mecanismo de olvido a largo plazo. Ahora, se cuestiona su lugar en el olvido a corto plazo. La simplicidad de la teoría funciona en su contra, ya que la evidencia que la respalda siempre deja espacio para explicaciones alternativas. Los investigadores han tenido muchas dificultades para crear experimentos que puedan identificar el deterioro como un mecanismo definitivo del olvido. Los estudios actuales siempre han estado limitados en su capacidad para establecer la decadencia debido a la confusión de la evidencia, como los efectos de la atención o la operación de la interferencia.

### Teorías híbridas
El futuro de la teoría del decaimiento, según Nairne (2002), debería ser el desarrollo de teorías híbridas que incorporen elementos del modelo estándar y al mismo tiempo supongan que las señales de recuperación juegan un papel importante en la memoria a corto plazo. Al ampliar la visión de esta teoría, será posible explicar las inconsistencias y los problemas que se han encontrado con el deterioro hasta la fecha.

### Evidencia neuronal
Otra dirección de la investigación futura es vincular la teoría del decaimiento con evidencia neurológica sólida. Dado que la mayoría de las pruebas actuales sobre el deterioro dejan espacio para explicaciones alternativas, los estudios que indiquen una base neuronal para la idea del deterioro darán a la teoría un nuevo apoyo sólido. Jonides et al. (2008) encontraron evidencia neuronal de deterioro en pruebas que demostraban una disminución general en la activación en las regiones posteriores durante un período de retraso. Aunque no se encontró que esta disminución estuviera fuertemente relacionada con el rendimiento, esta evidencia es un punto de partida para establecer estas conexiones entre la decadencia y las imágenes neuronales. Un modelo propuesto para respaldar el deterioro con evidencia neurológica otorga importancia a los patrones de activación de las neuronas a lo largo del tiempo. Los patrones de activación neuronal que componen la representación del objetivo se desincronizan con el tiempo a menos que se restablezcan. El proceso de restablecer los patrones de disparo puede verse como un ensayo y, en ausencia de ensayo, se produce el olvido. Este modelo propuesto debe probarse más para obtener apoyo y aportar evidencia neurológica firme a la teoría del deterioro.